# Eumedonia fylgia
Eumedonia fylgia är en fjärilsart som beskrevs av Spangberg 1876. Eumedonia fylgia ingår i släktet Eumedonia och familjen juvelvingar. Inga underarter finns listade i Catalogue of Life.